# Christoph Köhler
Christoph Köhler (* 9. Juli 1950 in Berlin) ist ein deutscher Soziologe.
Köhler studierte Soziologie, Wirtschafts- und Politikwissenschaften an der Universität Frankfurt sowie der University of Chicago und der Wayne State University in Detroit. 1993 habilitierte er sich und war von 1992 bis 1994 Gastprofessor an der Universität Málaga. Von 1995 bis 2016 war er Professor am Institut für Soziologie der Universität Jena. Seine Arbeitsschwerpunkte sind die Struktur und Dynamik des Arbeitsmarktes, Entwicklungstendenzen von Beschäftigungsstabilitäten und Beschäftigungsrisiken in Ost- und Westdeutschland, betriebliche Beschäftigungssysteme und Arbeitsmarktsegmentation im internationalen Vergleich, Arbeitsmarktflexibilität, Beschäftigungsrisiken und soziale Sicherheit. 
Christoph Köhler war (Schüler-)Aktivist der 68er.

## Schriften (Auswahl)
- Arbeit als Ware. Zur Theorie flexibler Beschäftigungssysteme, transcript, Bielefeld 2012 [Hrsg. zusammen mit Alexandra Krause].
- Offene und geschlossene Beschäftigungssysteme. Determinaten, Risiken und Nebenwirkungen. VS-Verlag Wiesbaden 2008 (Hrsg. zusammen mit Michael Grotheer, Alexandrea Krause, Ina Krause, Tim Schröder, Olaf Struck).
- Beschäftigungsstabilität im Wandel? Empirische und theoretische Befunde. Rainer Hampp Verlag, München 2005, 2. Auflage (Hrsg. zusammen mit Olaf Struck).